# نورت فورت لوئیس (واشینگتن)
نورت فورت لوئیس (به انگلیسی: North Fort Lewis) یک منطقهٔ مسکونی در ایالات متحده آمریکا است که در واشینگتن واقع شده‌است. نورت فورت لوئیس ۱۵٫۳ کیلومتر مربع مساحت و ۲٬۶۹۹ نفر جمعیت دارد.